# 王歓
王 歓（おう かん、生没年不詳）は、五胡十六国時代の前燕の人物。字は君厚。楽陵郡の出身。

## 生涯
建熙元年（360年）、慕容暐が皇帝に即位すると、国子博士に任じられた。慕容暐は足繁く王歓の元に通い、授業を受けた。
祭酒に任じられた。
前燕が滅亡すると隠棲したが、前秦の天王苻堅によって召し出された。
祭酒・太子少傅に任じられ、在官中に亡くなった。

## 人物・逸話
貧乏暮らしにも不満はなく、学問に専念して仕事にも就かなかった。常に食べ物を乞い、詩を謳い、蓄えがない家といえども意に介していなかった。これを患った妻が、王歓が所蔵している書物を焼き、考えを改めるように求めた。王歓は笑って「卿は聞いていないだろうが、朱買臣 （前漢の会稽太守）の妻が人々から嘲笑されることはなかった」と述べた。王歓は志を守り、ついには前燕の官吏となった。